# Elektroslabá interakce
Elektroslabá interakce je teoretickým sjednocením elektromagnetické a slabé interakce. Teorie byla vytvořena koncem 60. let 20. století S. Glashowem, A. Salamem a S. Weinbergem, kteří za ni byli v r. 1979 oceněni Nobelovou cenou za fyziku.
Elektroslabá interakce je podřízena kalibrační symetrii SU(2)×U(1). Generátorem kalibrační grupy SU(2) je tzv. slabý izospin (značený T); zprostředkujícími částicemi interakce jsou 3 (tzv. izospinový triplet) bosony W (značené zpravidla W1, W2, W3 nebo W0, W1, W2); odpovídající "náboj" (vazebná konstanta) se značí g. Generátorem kalibrační grupy U(1) je tzv. slabý hypernáboj (značený Y); zprostředkujícími částicí interakce je boson B; odpovídající "náboj" (vazebná konstanta) se značí g´.
Spontánním narušením symetrie elektroslabá interakce přechází ve slabou interakci (se zprostředkujícími bosony W+, W− a Z0) a interakci elektromagnetickou, jejíž zprostředkující částice - foton (γ) - má nulovou klidovou hmotnost a tato interakce je proto dalekodosahová.
Toto spontánní narušení symetrie vysvětluje tzv. Higgsův mechanismus založených na skalárním poli, jehož projevem je Higgsův boson.
Stavy nových kalibračních bosonů lze vyjádřit jako lineární kombinace stavů odpovídajících nenarušené elektroslabé interakci ({\displaystyle \theta _{\mathrm {W} }} je tzv. Weinbergův úhel):
{\displaystyle \vert \gamma \rangle =\cos \theta _{\mathrm {W} }\vert B\rangle +\sin \theta _{\mathrm {W} }\vert W_{3}\rangle }
{\displaystyle \vert Z^{0}\rangle =-\sin \theta _{\mathrm {W} }\vert B\rangle +\cos \theta _{\mathrm {W} }\vert W_{3}\rangle }
{\displaystyle \vert W^{\pm }\rangle ={\frac {1}{\sqrt {2}}}\left(\vert W_{1}\rangle \mp \mathrm {i} \vert W_{2}\rangle \right)}
Podobně lze vyjádřit vztah vazebných konstant při narušení symetrie ({\displaystyle e} jakožto míra síly elektromagnetické interakce pak pro nízké předávané impulsy či pro větší vzdálenosti, kdy lze zanedbat vliv polarizace vakua, představuje elementární náboj):
{\displaystyle e=g\sin \theta _{\mathrm {W} }=g'\cos \theta _{\mathrm {W} }={\frac {gg'}{\sqrt {g^{2}+g'^{2}}}}}